# Јан Свјерак
Јан Свјерак (Жатец, 6. фебруар 1965) чешки је режисер и сценариста,  добитник награде „Оскар“ за најбољи филм на страном језику 1996. године, за филм „Коља“.

## Биографија
Јан Свјерак је рођен у месту Жатец, у тадашњој Чекословачкој, сада Чешкој. Студирао је на одсеку за документарни филм на Филмској академији у Прагу, а дипломирао 1988. године. Свјераков таленат привукао је пажњу својим кратким филмовима „Space Odyssey II“ и посебно „Oil Gobblers“  – документарна фикција која се бави „новооткривеним врстама“ и која је добила Награду „Студентски Оскар“ Америчке академије филмских уметности и наука 1988. године.
Редитељев први дугометражни филм „Основна школа“ из 1991. године поново је привукао пажњу Америчке академије и донео номинацију за најбољи филм на страном језику.
Документарни филм о оцу „Татица“ снимио  је 1994. године, као и филмове „Вожња“ и „Акумулатор 1“. 2001. године Свјерак је снимио филм под називом „Тамноплави свет“ о Другом светском рату. Филм „Празне флаше“ је последњи у трилогији који је радио са својим оцем (после „Основне школе“ и „Коље“). Филм „Празне флаше“ добио је највећу националну филмску награду „Чешки лавови“ за режију и сценарио, награду публике у Котбусу и Карловим Варима, Златног делфина на фестивалу у Троји (Португалија) и специјално признање за сценарио у Карловим Варима.
У 2007. години, осим комедије „ Empties“, продуцирао је филм Алис Нелис „Little Girl Blue“. „Kuky se vraci“ (2010) укључује и живу акцију и луткарство. Свјераков последњи филм је бајка „Три брата“ из 2014. године.

### Коља
Јан Свјерак је за филм „Коља“ 1996. године добио „Оскара“ за најбољи филм на страном језику, као и награду „Златни глобус“ коју додељује Холивудско удружење страних новинара најбољим филмовима и телевизијским програмима из протекле године. О меди Кукију прво је снимљен филм, а онда је по филму написана и књига. На снимању филма сарађивали су и режисеров отац Здењак Свјерак, драмски писац и глумац, и син Ондра, који је дао име и глас једном од главних јунака. Пошто су се те три генерације Свјерака тако лепо провеле снимајући филм, Јан Свјерак је одлучио да напише и књигу о догодовштинама дечака Ондре и његовог плишаног меде Кукија.

## Награде
Филмови Јана Свјерака су номиновани, али и добитници многих домаћих и међународних награда и признања са филмских фестивала у Карловим Варима, Кракову, Бриселу, Каиру, Хамбургу, итд.